# Saxifraga korshinskii
Saxifraga korshinskii är en stenbräckeväxtart som beskrevs av Vladimir Leontjevitj Komarov. Saxifraga korshinskii ingår i Bräckesläktet som ingår i familjen stenbräckeväxter. Inga underarter finns listade i Catalogue of Life.